# Tom Kristensen (racerförare)
Tom Kristensen, född 7 juli 1967 i Hobro, är en dansk racerförare.

## Racingkarriär
Kristensen är den förare som vunnit Le Mans 24-timmars flest gånger av alla. Han tog nio segrar mellan 1997 och 2013.
1997 vann han loppet i en TWR Porsche. Loppen 2000, 2001 och 2002 vann han tillsammans med Emanuele Pirro och Frank Biela i en Audi R8. 2003 vann han tillsammans med Rinaldo Capello och Guy Smith i en Bentley.
2004 vann han tillsammans med Capello och Seiji Ara i en Audi R8 och slog då Jacky Ickx' tidigare rekord i antalet vinster. Kristensen vann även 2005 tillsammans med JJ Lehto och Marco Werner, också i en R8. 2008 tog Kristensen sin åttonde seger, tillsammans med Allan McNish och Rinaldo Capello i en Audi R10.
Kristensen tävlade för Audi i DTM mellan 2004 och 2011, med tredje plats totalt två år i rad 2005 och 2006 som främsta framgång.
Kristensen vann Le Mans 24-timmars för nionde gången 2013, nu tillsammans med Allan McNish och Loïc Duval. Trion blev även världsmästare i FIA WEC detta år. Därefter satte Kristensen punkt för sin förarkarriär.

## Utmärkelser
- Årets Sportsnavn,  2002[2]
- Den NORDJYSKE Idrætspris,  2003[3]
- Årets Sportsnavn,  2005[2]
- Den NORDJYSKE Idrætspris,  2006[3]
- Riddare av Dannebrogorden,  9 maj 2014[2][4]
- Danska Hall of Fame,  2018[2]

[Redigera Wikidata]